# Coyote de l'Est
Sous-espèce
Répartition géographique
Le Coyote de l'Est (Canis latrans var.) est un hybride canin sauvage d'Amérique du Nord issu d'un mélange entre le Coyote, le Loup et le Chien.

## Systématique
Le Coyote de l'Est a été décrit en 1969 par la zoologiste américain Barbara Lawrence (d) et le biologiste et mathématicien américain William H. Bossert (d).

## Répartition
Aux États-Unis, on le trouve en Nouvelle-Angleterre, dans l'État de New York, au New Jersey, en Pennsylvanie, en Ohio, en Virginie-Occidentale, au Maryland, au Delaware et en Virginie. On le rencontre également dans les provinces de l'Est du Canada, soit l'Ontario, le Québec, le Nouveau-Brunswick, la Nouvelle-Écosse, l'Île-du-Prince-Édouard et Terre-Neuve-et-Labrador.

## Origines
L'hybridation a probablement eu lieu pour la première fois dans la région des Grands Lacs, lorsque les coyotes de l'Ouest se sont déplacés vers l'Est. Il a été remarqué pour la première fois au début des années 1930 jusqu'à la fin des années 1940 et a probablement pris naissance après l'extirpation du Loup gris dans le Sud-Est de l'Ontario ainsi que du Loup du Labrador au Labrador et au Québec, ce qui a permis aux coyotes de coloniser les anciennes aires de répartition du loup et de se mélanger avec les populations restantes de loups,. Cet hybride est plus petit que le Loup de l'Est et possède des territoires plus petits, mais il est plus grand et possède des aires d'habitat plus étendues que le Coyote de l'Ouest typique.

## Publication originale
- (en) Barbara Lawrence et William H. Bossert, « The cranial evidence for hybridization in New England Canis », Breviora, Cambridge, Musée de Zoologie comparée, vol. 330,‎ 15 septembre 1969, p. 1-13 (ISSN 0006-9698 et 1938-2979, OCLC 1415078, lire en ligne).